# Municipio de Coyotepec (Puebla)
El municipio de Coyotepec (AFI: [koyote'pek]) (del nahuatl: cóyotl, tépetl, c ‘coyote, cerro, lugar’‘En el cerro de los coyotes’) es uno de los 217 municipios del estado mexicano de Puebla. Se localiza en el sur de la entidad, en la cuenca del río Acatlán, y forma parte de la región económica de Tehuacán.

## Demografía
De acuerdo a los resultados del Censo de Población y Vivienda de 2020 realizado por el Instituto Nacional de Estadística y Geografía, la población total de Coyotepec asciende a 2 334 personas; de las que 1 081 son hombres y 1 258 son mujeres.

### Localidades
El municipio incluye en su territorio un total de 4 localidades. Las principales, considerando su población del censo de 2020 son:
| Código INEGI    | Localidad             | Población (2020) |
| --------------- | --------------------- | ---------------- |
| 210370001       | San Vicente Coyotepec | 1 277            |
| 210370003       | San Mateo Zoyamazalco | 599              |
| 210370002       | Nativitas Cuautempan  | 447              |
| 210370006       | San Vicente Coyotepec | 11               |
| Total municipal | Total municipal       | 2 334            |